# František Plesnivý

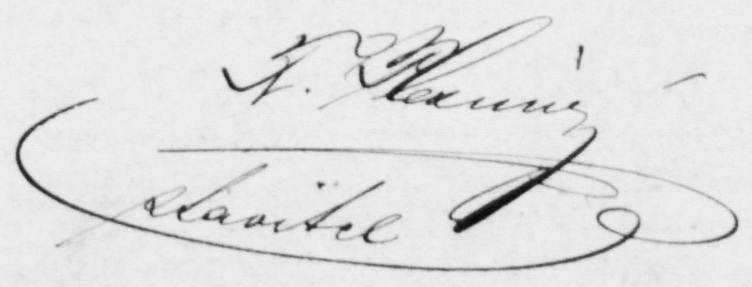
Plesnivýs Unterschrift

František Plesnivý (* 4. April 1845 in Unhošť; † 9. August 1918 in Hradec Králové) war ein böhmischer Architekt. 
Plesnivý  war für seine frühe Jugendstil-Architektur und spätere Gebrauchsentwürfe bekannt. Zu den zahlreichen Gebäuden, die er entworfen hat, gehören unter anderem Ettrichs Villa (Ettrichova vila) in Jaroměř (heute Tschechien), welche auch in Jan Hřebejks Film Wir müssen zusammenhalten (2000) zu sehen war und im späten 19. Jahrhundert regelmäßig von Bewunderern wie Kaiser Franz Joseph I. besucht wurde.
Im Jahr 1897 entwarf und konstruierte František Plesnivý eine Villa für seine Familie in Hradec Králové, die er nach seiner Frau Villa Gabriela nannte. Im frühen 20. Jahrhundert plante Plesnivý auch Kirchen, Fabriken und öffentliche Einrichtungen wie Wassertürme und überwachte deren Konstruktion.
Plesnivý starb am 9. August 1918 73-jährig in der Villa Gabriela in Hradec Králové.

## Auszeichnungen
Im Jahre 1898 wurde Plesnivý auf der Architektur- und Ingenieurausstellung mit der Silbermedaille der Stadt Prag ausgezeichnet.